# Антопільська сільська рада
Антопільська сільська рада (раніше — Антопіль-Болярська сільська рада) — колишня адміністративно-територіальна одиниця та орган місцевого самоврядування в Андрушівському, Іванківському (Левківському) і Бердичівському районах Волинської округи, Київської й Житомирської областей УРСР та України з адміністративним центром у с. Антопіль.

## Населені пункти
Сільській раді були підпорядковані населені пункти:
- с. Антопіль

## Населення
Кількість населення ради, станом на 1923 рік, становила 1 318 особи, кількість дворів — 306.
Відповідно до результатів перепису населення 1989 року, кількість населення ради, станом на 12 січня 1989 року, становила 480 осіб.
Станом на 5 грудня 2001 року, відповідно до перепису населення України, кількість мешканців сільської ради становила 490 осіб.

## Склад ради
Рада складалася з 14 депутатів та голови.

## Керівний склад сільської ради
| ПІБ                        | Основні відомості                                                  | Дата обрання | Дата звільнення |
| -------------------------- | ------------------------------------------------------------------ | ------------ | --------------- |
| Сілецький Петро Іполитович | Сільський голова , 1954 року народження, освіта, безпартійний      | 26.03.2006   | 31.10.2010      |
| Сілецький Петро Іполітович | Сільський голова , 1954 року народження, освіта вища, безпартійний | 31.10.2010   |                 |

Примітка: таблиця складена за даними джерела

## Історія
Утворена в 1923 році як Антопіль-Болярська, в с. Антопіль-Болярка Котелянської волості Житомирського повіту Волинської губернії.
Станом на 1 вересня 1946 року та 1 січня 1972 року сільська рада входила до складу Андрушівського району Житомирської області, на обліку в раді перебувало с. Антопіль.
Входила до складу Андрушівського (7.03.1923 р., 15.09.1930 р., 4.01.1965 р.), Левківського (Іванківського, 28.09.1925 р.), Бердичівського (30.12 1962 р.) районів.
У 2020 році територію та населені пункти ради, відповідно до розпорядження Кабінету Міністрів України № 711-р від 12 червня 2020 року «Про визначення адміністративних центрів та затвердження територій територіальних громад Житомирської області», включено до складу Андрушівської міської територіальної громади Бердичівського району Житомирської області.